# Baptized in Blood
Baptized in Blood ist eine kanadische Melodic-Death-Metal-/Thrash-Metal-Band aus London (Ontario).

## Geschichte
Baptized in Blood wurde 2004 von Matthew Harris (Bass), Steve Bolognese	(Schlagzeug, ex-Beyond the Embrace, ex-Into Eternity), Nick Bertelsen (Gitarre), Josh Torrance (Gitarre) und Sänger Johl Fendley gegründet. Nach einem Demo, einer EP und einer selbst produzierten CD erschien 2010 ihr selbstbetiteltes Debütalbum über Roadrunner Records Canada. Produziert wurde das Album von Zeuss, der bereits mit Hatebreed und Shadows Fall zusammengearbeitet hatte. Im Anschluss tourte die Band als Vorgruppe von Fear Factory durch die Vereinigten Staaten. Dave Mustaine (Megadeth) zeigte sich bei gemeinsamen Auftritten begeistert und übernahm das Co-Management von Baptized in Blood. In Europa ist der Tonträger bisher nur als Import erhältlich. 2011 war Baptized in Blood Vorband für Cavalera Conspiracy.

## Stil
Auf der offiziellen Website beschreibt die Band ihre Einflüsse als sehr weitreichend, von der Melodic-Death-Metal-Szene aus Göteborg (At the Gates, In Flames) bis hin zum Glam Metal. Die Musik ist stark groove-orientiert und durchsetzt mit melodischen Passagen.

## Diskografie
- 2005: Destroy All Humans (Demo)
- 2006: Baptized in Blood (EP, Eigenproduktion)
- 2009: Gutterbound (Album, Eigenproduktion)
- 2010: Baptized in Blood (Album, Roadrunner Records)